# جون بلاك (لاعب كرة قدم بريطاني)
جون بلاك (بالإنجليزية: John Black)‏ (17 يونيو 1914 - ) هو مدرب كرة قدم ولاعب كرة قدم بريطاني في مركز قلب الدفاع. لعب مع نادي دمبرتون ونادي أردريونيانز ونادي ألوا أثليتيك ونادي تشيلمسفورد ونادي لانارك الثالث ونادي غرينوك مورتون.